# Camila Luna
Camila Luna es una cantautora puertorriqueña-venezolana-cubana del género pop/rock alternativo que fue nominada al Latin Grammy en la categoría Mejor Álbum Pop/Rock en el 2015 (antes de cumplir los 22 años) por su primer álbum Flamboyán. Fue nominada al Latin Grammy otra vez en 2017 en la categoría Mejor Álbum Vocal Pop Contemporáneo por su segundo álbum Flora y Fauna.

## Biografía
Camila Luna nació el 9 de octubre de 1993 en San Juan, Puerto Rico. Se mudó a Richmond, Virginia con su familia a los 2 años y a Miami a los 3 años. Su amor por la música y la escritura comenzó naturalmente a forjarse desde muy pequeña. Camila comenzó a escribir sus primeros poemas y tocar piano a sólo los 4 años, y eventualmente comenzó a tocar guitarra cuando tenía 13 años gracias a su tío Alberto Salomón. Durante este tiempo, Luna notó que sus poemas podían incluir melodías, y todo el material que tenía guardado por años se convirtió en canciones. Una vez terminó la secundaria en Miami, venía la decisión de seguir estudiando una carrera formal o seguir dejarse seduciendo por las artes. Así que Camila encontró el lugar perfecto estudiando Poesía y Lenguas Modernas en la Universidad de Miami, y recibió su bachillerato en mayo del 2015. Las composiciones no pararon y menos el proceso de perfeccionar las más de 100 canciones que ya hacían parte de su repertorio. Luna conoció a José Luis "Cheo" Pardo de Los Amigos Invisibles por "pura suerte" y él aceptó grabar su primer álbum. Estas sesiones de grabación se tornaron en un verdadero encuentro de amigos con gustos musicales muy similares. Al final, lograron plasmar en ese disco la esencia del sonido de Camila Luna.  
Luna lanzó este primer disco Flamboyán en septiembre del 2014 y repentinamente comenzaban a subir los números de tocadas en Spotify, particularmente en México y España (la canción "Flamboyán" llega a más de un millón de tocadas). Este disco fue nominado en 2015 al premio Latin Grammy para Mejor Álbum Pop/Rock del Año. El videoclip de la canción "Flamboyán" fue filmado por Luna misma usando su iPhone en San Juan, Puerto Rico. Luna lanzó su más reciente sencillo llamado "Siento" en febrero del 2016 que ha llegado a más de 3 millones de reproducciones en Spotify. Talk Shop Studios filmó el videoclip en Los Ángeles utilizando un Mustang azul claro del 1965.
Presentaciones en Miami, Los Ángeles y Nueva York han sido parte de su más reciente agenda, mientras que la nominación al Latin Grammy se ha convertido en el sello, la validación y el punto de inicio de su nueva etapa como compositora, cantante y artista. Luna lanzó su segundo álbum Flora y Fauna en marzo de 2017, también producido por José Luis Pardo, que incluye su sencillo "Siento", con más canciones nuevas como "Tarde Tropical." Actualmente, se encuentra promocionando su nuevo álbum y completando su MFA (maestría en poesía) en la Universidad de Miami, donde también es profesora de escritura creativa.

## Discografía

### Álbumes
- 2014: Flamboyán
- 2017: Flora y Fauna

### Sencillos
- 2014: "Mi Soledad y Yo"
- 2014: "Flamboyán"
- 2016: "Siento"

## Reconocimientos y méritos
- Camila Luna fue nominada al premio Latin Grammy en 2015 para Mejor Álbum Pop/Rock del Año por su disco Flamboyán.[4]
- Fue nominada al Latin Grammy otra vez en 2017 en la categoría Mejor Álbum Vocal Pop Contemporáneo por su segundo álbum Flora y Fauna.